# Canal de San Quintín
El Canal de San Quintín (en francés: Canal de Saint-Quentin es un canal en el norte de Francia que conecta el río Escalda canalizado en Cambrai con el Canal latéral à l'Oise y el Canal de l'Oise à l'Aisne en Chauny.

## Historia

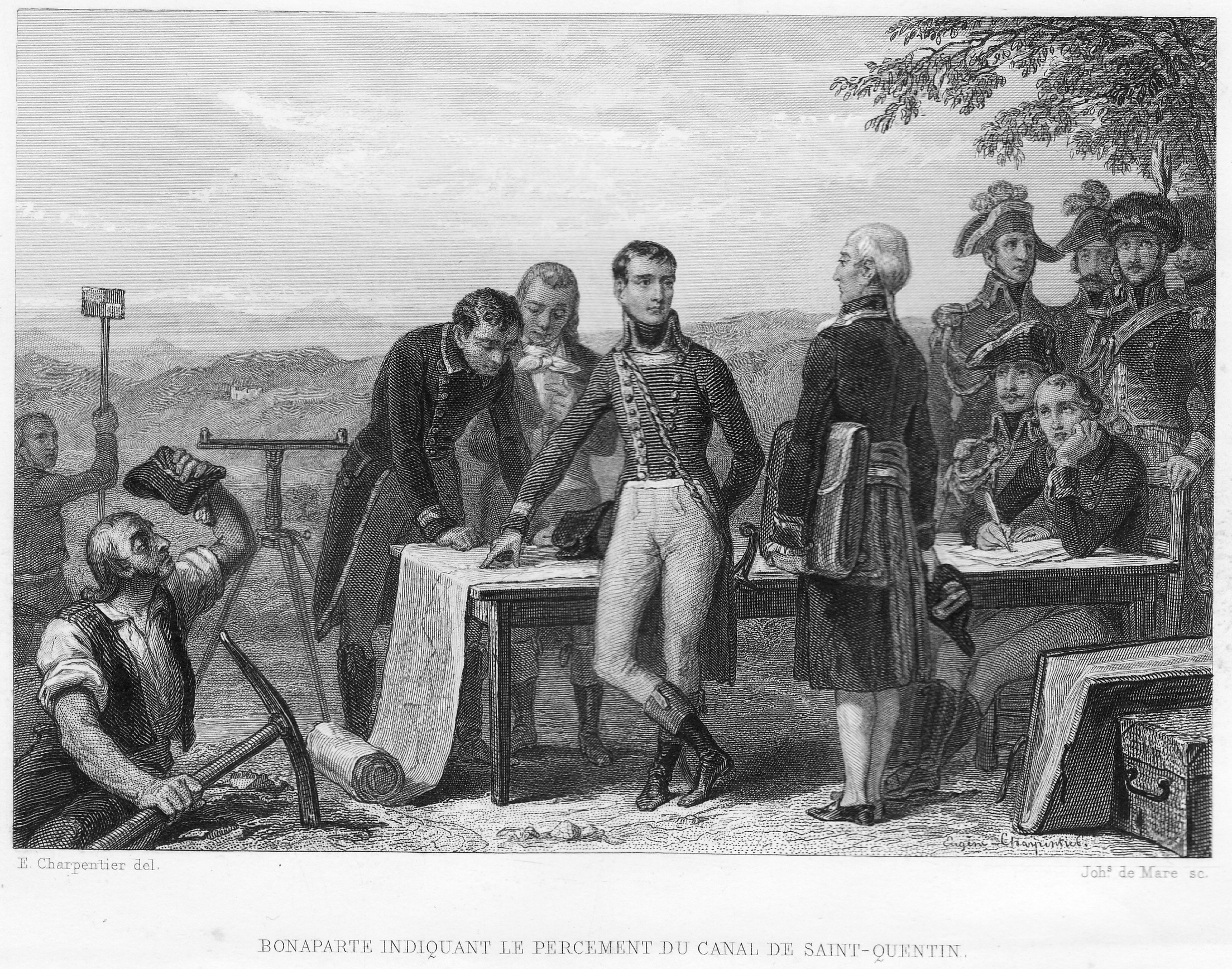
Napoleón Bonaparte indica el lugar de construcción del canal de San Quintín.

El canal se construyó en dos fases, la segunda mucho más larga que la primera. Los ministros del rey Colbert y Mazarino propusieron unir el río Oise y el Somme en el siglo XVII y esto dio como resultado el Canal Crozat, o Canal de Picardie, entre Chauny y Saint-Simon en 1738. El resto, conectando la Cuenca del Sena con el Escaut fue un proceso largo. El diseñador original, Devicq en 1727, murió en 1742. Poco se logró hasta que Napoleón exigió que el trabajo comenzara nuevamente en 1801. Ofició en la inauguración en abril de 1810 junto a la emperatriz María Luisa de Austria.
El canal fue tan exitoso que las esclusas tuvieron que duplicarse a principios del siglo XX, al mismo tiempo que se profundizaban, se ampliaban los túneles y aumentaban los suministros de agua. Las mejoras posteriores incluyeron tracción de barcazas eléctricas sobre rieles, instaladas durante la Primera Guerra Mundial, mecanizando cerraduras y proporcionando alumbrado público en las secciones más concurridas. Más tarde, las esclusas fueron equipadas para operar de forma automática, usando sensores remotos, y más recientemente por control remoto de mano. Para 1878, hasta 110 barcazas cruzaban el nivel de la cumbre diariamente. El Canal du Nord se construyó como una ruta duplicada y se completó en 1965. El canal transportaba más carga que cualquier otra vía fluvial artificial en Francia en 1964.

### Batalla del canal de San Quintín
El canal en la Primera Guerra Mundial formó parte de la línea Hindenburg, una posición defensiva alemana construida durante el invierno de 1916-1917. El cruce aliado del canal de San Quintín en 1918 fue una parte importante de la Ofensiva de los Cien Días que condujo al Armisticio.